# Валя-Маре
Валя-Маре (рум. Valea Mare) — село в Унгенском районе Молдавии. Является административным центром коммуны Валя-Маре, включающей также сёла Нижние Буздуганы, Верхние Буздуганы и Старые Морены.

## География
Село расположено на высоте 52 метров над уровнем моря.

## Население
По данным переписи населения 2004 года, в селе Валя-Маре проживает 1564 человека (804 мужчины, 760 женщин).
Этнический состав села:
| Национальность | Число жителей | Процентный состав |
| -------------- | ------------- | ----------------- |
| молдаване      | 1499          | 95.84             |
| украинцы       | 43            | 2.75              |
| русские        | 9             | 0.58              |
| румыны         | 4             | 0.26              |
| гагаузы        | 4             | 0.26              |
| болгары        | 3             | 0.19              |
| поляки         | 1             | 0.06              |
| прочие         | 1             | 0.06              |
| Всего          | 1564          | 100%              |